# Давай так
«Давай так» — студийный альбом российской певицы Алёны Апиной, выпущенный в 2018 году лейблом «Студия „Союз“». Сама артистка называла проект авторским, поскольку все песни для него были написаны ей самой.
На композиции «Близость», «Девушка Бонда» и заглавный трек вышли видеоклипы, снятые Асланом Ахмадовым. В качестве бонуса альбом также содержит песню «Подкаты» — коллаборацию Апиной с Black Russian Mama.

## Об альбоме
Альбом вышел 2 марта 2018 года на лейбле «Студия „Союз“». Полутора годами ранее Апина рассталась со своим мужем и продюсером Александром Иратовым после 25 лет брака, что нашло отражение в стилистике и тематике пластинки. «Мои песни сегодня о взрослой любви, о том, что происходит в душе взрослой женщины», — поясняла певица. Так, альбом открывается композицией «Близость», в которой освобождённая от семейных оков женщина откровенно демонстрирует свою сексуальность (как в тексте, так и в снятом на лаундж-версию клипе). Сменяющий её трек «Давай так» представляет собой монолог любовницы, обращённый к любовнику; у обоих есть семьи, и она пытается предложить ему некие правила этой «незаконной» любви. Песню отличает отсутствие простых и складных куплетов, сбивчивый речитатив, переходящий в пропевание фраз, вокализ, акустическая гитара, синтезатор и трагическое соло на электрогитаре в конце. В альбом также вошёл альтернативный («лирический») вариант этой композиции.
Песня «Елена» выдержана, напротив, в более легкомысленной и весёлой манере. Произведение при этом является автобиографическим (певица использует в тексте имя, указанное у неё в паспорте). В свою очередь трек «Самоубийца» — это ремейк композиции, впервые представленной Апиной ещё в 1994 году в альбоме «Пляжный сезон». Ещё одна свежая работа — «Прощай» — фигурирует в альбоме сразу в трёх вариантах: стандартном, рок- и диско-прочтении. Их дополняют также песни «Девушка Бонда» и поп-фолковая «Снежная королева». Бонусом на диске служит сатирический трек «Подкаты», записанный певицей совместно с рэпершей Black Russian Mama — последняя грубит «подкатывающим» юношам, не ограничивая себя в лексике, Апина же дополняет тему методами поп-музыки. Одновременно в номере используется лейтмотив известного хита группы «Комбинация» «Бухгалтер».
Сама певица обозначала диск «Давай так» как авторский проект в жанрах инди-поп и брит-поп, а также попытку отойти от «традиционных коммерческих соображений». «Могу петь песни, которые не ждёт стопроцентный коммерческий успех. А ведь, наверное, могла бы и дальше колошматить бесконечно то, что от меня ждут — „Бухгалтера“, „Ксюшу“ и т. д. Но у меня есть свобода этого не делать. Сегодня я вольна писать свою музыку, тексты…», — объясняла Апина. Выпуску альбома предшествовали релизы в течение 2017 года четырёх синглов: «Близость», «Девушка Бонда», «Снежная королева» и «Елена».

## Видеоклипы
В поддержку альбома вышло три музыкальных видео. Премьера ролика на лаунж-версию песни «Близость», снятого Асланом Ахмадовым, состоялась в январе 2017 года. Явный сюжет в клипе отсутствует — камера фиксируется на артистке, которая предстает в провокационных образах: лежит на полу в кружевном боди и чулках; позирует на стуле в нижнем белье и серебристом кардигане; сменив комплект белья, дефилирует спиной к оператору. Ролик подвергся массированной критике за откровенность: как со стороны публики, так и бывшего мужа и продюсера певицы Александра Иратова. Сама Апина назвала клип своей постразводной темой: «Вот мне 50 и я знаю, что я ещё прекрасна, а оценить это некому, кроме как себя любимой. Никто не похвалит. И я подумала и решила, что надо как-то оставить всю эту красоту в историческом пространстве». Также, по словам артистки, он стремилась разрушить «философию доживания» (стереотип о том, что после 50 лет жизнь для женщины закончилась) и показать, что женщина в этом возрасте желанна. «Я хотела взбодрить всех, немножко поддержать 50-летних и тех, кто старше, но при этом ещё не стар. 50 плюс — это весело и здорово», — заключила она. Вместе с тем артистка пообещала продолжать снимать видео такого рода и впредь.
В том же году Апина появилась в клипе Black Russian Mama на песню «Подкаты», на этот раз продемонстрировав облегающее платье и глубокое декольте. Затем очередным сольным роликом певица, по её словам, решила «добить тему» раздеваний. Так, премьера видео «Девушка Бонда» состоялась в апреле 2017 года (режиссёром вновь выступил Ахмадов). По сюжету героиня Апиной замается любовью с мужчиной в гостинице. Последнего сыграл актёр Дмитрий Гайворонский. Ролик наполнен откровенными сценами с участием обоих персонажей и типичными для экшн-видео образами пистолетов, шпионских гаджетов и чемоданов с деньгами. Наконец третий клип в поддержку альбома был снят на заглавный трек «Давай так». На этот раз певица в кадре не оголялась, оставшись одетой в платье. Съёмки ролика прошли на родине его режиссёра Ахмадова — в городе Баку. На экране героиня Апиной, находясь в одиночестве в салоне автомобиля, делится рассуждениями об отношениях с мужчиной. Кроме того, видео показывает её прогулки по местам дикой природы Азербайджана и на фоне моря.

## Рецензии
| Оценки критиков | Оценки критиков |
| Источник        | Оценка          |
| --------------- | --------------- |
| InterMedia      | [ 1 ]           |
| Нож             | без рейтинга    |

Музыкальный критик Алексей Мажаев, рецензируя альбом «Давай так» для портала InterMedia, констатировал, что выход после развода из зоны комфорта и предсказуемости обернулся для Апиной такими смелыми экспериментами, которых она себе никогда раньше не позволяла. Новый диск, по мнению обозревателя, в итоге провоцирует слушателя на разнообразные эмоции, не оставляя его равнодушным. В то же время проект, согласно Мажаеву, получился весьма неровным: некоторые песни и обновлённая манера певицы вызывают вопросы, однако кое-где артистке удалось добиться, возможно, даже больше ожидаемого.
Так, песня «Близость», согласно Мажаеву, не стала хитом и вряд ли станет, просто потому что предназначена по сути не для публики, а для самой Апиной — дабы переступить некий рубеж и дать начало новому этапу в музыке. И это, по мнению Мажаева, ей удалось. Вместе с тем, композиция «Давай так», по словам критика, гораздо более цепляющая, глубокая, непопсовая и в целом не имеет ничего общего со штампованными эстрадными песнями о любви. «Нет, это что-то из области французского шансона, заставляющего слушателя плакать по чужой невозможной любви, даже не понимая слов», — написал Мажаев, отметив, что эта трёхминутная психологическая драма попадает прямо в душу (в данном свете он предложил повнимательнее присмотреться к актёрским возможностям Апиной). Песни «Самоубийца» и «Девушка Бонда» на фоне «Давай так» журналист счёл «нарочитыми», а «Прощай» — «традиционной». Говоря о композиции «Подкаты», записанной с Black Russian Mama, Мажаев заключил, что припевы от Апиной — это, неожиданно, единственное, что можно слушать в треке без содрогания.
Музыкальный критик Антон Вагин в рецензии для онлайн-журнала «Нож» позиционировал альбом как «крепкий адульт-поп/рок для любителей жанра». Диск, согласно обозревателю, не останется в плейлисте надолго, но подойдёт для неспешных поездок по ночному городу или, в конце концов, для «круиза» на дачу. При этом, по оценке журналиста, в проекте нет «звенящей пошлости», свойственной некоторым коллегам Апиной — всё выдержано в рамках дозволенного, а иногда вырывается и в недозволенное. В качестве примеров последнего рецензент привёл трек «Подкаты» (в нём Апина поёт: «Ты ко мне подкатил, свои яйца подкатил»? / «Ты ко мне подкатил и херни наворотил»), а также диско-версию песни «Прощай», где певица «ударяется в молодые комбинационные годы и вовсю шпарит дикий ретро-поп». Подводя итог, Вагин назвал пластинку «настоящим русским ретровейвом» — редким, единичным и, к сожалению критика, не имеющим шанса на выживание.

## Трек-лист
Перечень композиций дан по CD-версии альбома. В издании, распространяемом в формате цифровой дистрибуции, отсутствует трек «Близость» (Lounge Version).
| №   | Название                         | Автор(ы)                    | Длительность |
| --- | -------------------------------- | --------------------------- | ------------ |
| 1.  | «Близость»                       | А. Апина                    | 3:48         |
| 2.  | «Давай так»                      | А. Апина                    | 3:18         |
| 3.  | «Елена»                          | А. Апина                    | 3:51         |
| 4.  | «Девушка Бонда»                  | А. Апина                    | 3:49         |
| 5.  | «Снежная королева»               | А. Апина                    | 3:44         |
| 6.  | «Прощай»                         | А. Апина                    | 3:44         |
| 7.  | «Самоубийца»                     | А. Косинский — А. Мерзликин | 3:30         |
| 8.  | «Давай Так» (Lyrical Version)    | А. Апина                    | 3:16         |
| 9.  | «Прощай» (Disco Version)         | А. Апина                    | 3:58         |
| 10. | «Прощай» (Rock Version)          | А. Апина                    | 3:59         |
| 11. | «Близость» (Lounge Version)      | А. Апина                    | 3:14         |
| 12. | «Подкаты» (с Black Russian Mama) |                             | 3:50         |

## Полезные ссылки
- Архивная страница альбома на сайте Алёны Апиной (аннотация и трек-лист)
- Видеоклип на песню «Близость» (2017) на YouTube
- Видеоклип на песню «Подкаты» (2017) на YouTube
- Видеоклип на песню «Девушка Бонда» (2017) на YouTube
- Видеоклип на песню «Давай так» (2018) на YouTube